# Aleida Schweitzer
Aleida Schweitzer (Lages, 1938) é uma pianista brasileira. É conhecida pelas suas interpretações de Bach. Foi casada com o violinista Jerzy Milewski, com o qual formava o Duo Milewski.

## Biografia
Schweitzer se graduou no Conservatório de Música de Paraná. Depois aprofundou os seus conhecimentos na Europa. Estudou com Jaap Callenbach em Amsterdã e com Jan Ekier em Varsóvia. Nesta cidade conheceu o violinista Jerzy Milewski. Se casaram em 1971, e ela voltou junto com ele ao Brasil.
Ensinou no Uni-Rio e na UFES, e deu vários master classes em universidades nos Estados Unidos. Na Polônia gravou todos os concertos de Bach para instrumento de teclado com orquestra. Fundou os corais da UFPR e da UFSC.
No Brasil, ela faz apresentações, e acompanha o marido no Duo Milewski. Junto com ele realiza "Concertos Didáticos" para crianças. Também orienta pianistas de nível avançado.

## Prêmios
Aleida Schweitzer recebeu os seguintes prêmios:
- West Virginia Ambassador of Music Among All People
- Ordem de Mérito da Cultura Polonesa

Na Competição Internacional de Violino Wieniawski na Polônia, o Prêmio Aleida Schweitzer é entregado ao melhor acompanhante.